# Lưu Kiếm Phong
Lưu Kiếm Phong (tiếng Trung: 刘剑锋; sinh tháng 6 năm 1936) là một kỹ sư và chính khách đã nghỉ hưu của Trung Quốc. Từ năm 1989 đến năm 1993, ông là Tỉnh trưởng Chính phủ Nhân dân tỉnh Hải Nam, nơi ông đã có một mối quan hệ rất đối lập với Bí thư Tỉnh ủy Đặng Hồng Huân. Ông cũng từng giữ chức vụ Giám đốc Cục Hàng không Dân dụng Trung Quốc và Thứ trưởng Bộ Công nghiệp Điện tử.

## Thuở nhỏ và sự nghiệp
Lưu Kiếm Phong sinh vào tháng 6 năm 1936 ở Thiên Tân. Ông gia nhập Đảng Cộng sản Trung Quốc năm 1956. Năm 1961, ông tốt nghiệp khoa kỹ thuật vô tuyến của Viện Công nghệ Kiev ở Ukraine, Liên Xô. Sau khi trở về Trung Quốc, ông bắt đầu làm việc cho Bộ Công nghiệp Cơ giới thứ tư vào tháng 6 năm 1936 tại Thiên Tân. Ông gia nhập Đảng Cộng sản Trung Quốc năm 1956. Năm 1961, ông tốt nghiệp khoa kỹ thuật vô tuyến của Viện Bách khoa Kiev ở Ukraine, Liên Xô. Sau khi trở về Trung Quốc, ông bắt đầu làm việc cho Bộ Công nghiệp Cơ giới thứ tư.
Từ năm 1981 đến năm 1984, ông là giám đốc Viện Nghiên cứu số 1425 của Bộ Công nghiệp Cơ giới thứ tư. Năm 1984, ông được bổ nhiệm làm Thứ trưởng Bộ Công nghiệp Điện tử và kết giao với Lý Bằng, sau đó là thủ tướng.

## Tỉnh trưởng Hải Nam
Sau những cuộc biểu tình của sự kiện Thiên An Môn năm 1989, các lãnh đạo cấp cao của tỉnh Hải Nam, Hứa Sĩ Kiệt và Lương Tương, đã bị sa thải vì Lương Tương là đồng minh của nhà lãnh đạo quốc gia Triệu Tử Dương và Hứa Sĩ Kiệt ủng hộ chính sách của Lương Tương. Lưu Kiếm Phong đã được chọn để thay thế Tỉnh trưởng Chính phủ Nhân dân Lương Tương theo đề xuất của Thủ tướng Lý Bằng. Ông được bổ nhiệm làm tỉnh trưởng chính thức vào ngày 14 tháng 9 năm 1989, nhưng đã tiếp quản vị trí này trước đó. Trong một cuộc họp của các lãnh đạo đảng cấp tỉnh vào ngày 4 tháng 9, ông nhấn mạnh rằng các cán bộ cấp tỉnh nên thực hiện chính sách của chính quyền trung ương "đến bức thư".
Tuy nhiên, ông không thể làm việc chung cùng với Bí thư Tỉnh ủy Hải Nam, Đặng Hồng Huân, người có liên hệ với các lãnh đạo trung ương Giang Trạch Dân và Kiều Thạch. Từ 1990 đến 1992, hai quan chức hàng đầu của Hải Nam đã đụng độ dữ dội, cản trở sự phát triển của tỉnh. Đến cuối năm 1992, Đặng và ông đã cố gắng đẩy nhau ra khỏi tỉnh. Một quan chức cấp cao, Lý Sơn Hữu, cáo buộc ông đến thăm gái điếm. Lý đã bị cầm tù sau khi cáo buộc đã được chứng minh là sai, đã đưa ra một cuộc điều tra ngược lại để tìm ra kẻ vô tình, được đồn đại là Đặng Hồng Huân. Cuộc đấu tranh của họ đã trở thành một sự bối rối với chính quyền trung ương, sau đó đã chuyển cả hai người đến Bắc Kinh vào tháng 1 năm 1993, và thay thế họ bằng một cán bộ duy nhất, Nguyễn Sùng Võ.

## Sự nghiệp sau đó
Sau khi rời Hải Nam, ông một lần nữa giữ chức Thứ trưởng Bộ Công nghiệp Điện tử từ năm 1993 đến năm 1998. Sau một thời gian ngắn làm Thứ trưởng Bộ Công nghiệp và Công nghệ thông tin từ tháng 3 đến tháng 6 năm 1998, ông được bổ nhiệm làm Cục trưởng Cục Hàng không Dân dụng Trung Quốc. Ông phục vụ ở vị trí đó cho đến tháng 5 năm 2002, khi ông đến tuổi nghỉ hưu và được thay thế bởi Dương Nguyên Nguyên. Từ năm 2003 đến năm 2008, ông là Chủ tịch Tiểu ban Ngoại giao của Hội nghị Hiệp thương Chính trị Nhân dân Trung Quốc (CPPCC).
Ông là ủy viên của Ủy ban Trung ương Đảng Cộng sản Trung Quốc khóa XIV và XV.